# Elterleute in Bremen

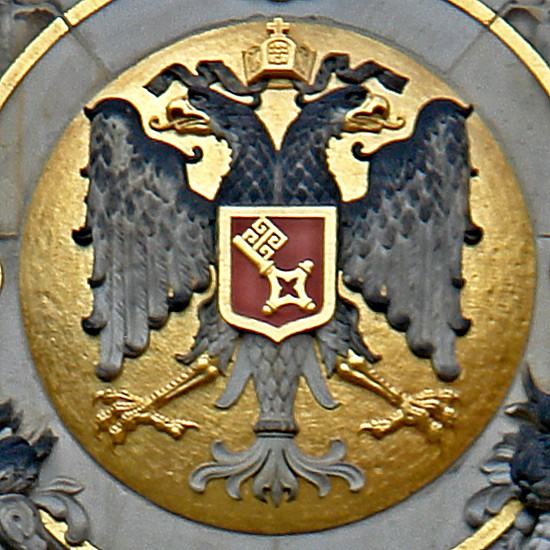
Das Wappen der Bremer Kaufmannschaft am Schütting

Die Elterleute in Bremen (olderlude) waren in Bremen im Mittelalter die Sprecher oder Vorsteher der Kaufleute im Gremium der Elterleute des Kaufmanns (Olderlüde des Koopmanns). Sie mussten freie Kaufleute und ehelich geboren sein.

## Geschichte
Nachdem Kaiser Friedrich I. Barbarossa durch das Gelnhauser Privileg 1186 die Stadt Bremen als politische Körperschaft anerkannt hatte, entwickelte sich eine Selbstverwaltung der Bürgerschaft. Eine spezielle Organisation der Kaufleute ist für diese Zeit noch nicht nachzuweisen, wird aber durchaus für möglich gehalten. Die Kaufleute waren allerdings sozial keine einheitliche Gruppe, in den im Frühjahr von König Heinrich VII. und Erzbischof Gerhard II. der Bremer Bürgerschaft erteilten Rechten und Erleichterungen werden die bremischen Händler zwar von der Heeresfolge entbunden, aber mit Ausnahme derjenigen, die gleichzeitig Ministeriale oder Männer der Kirche sind. Andererseits ist die bis dahin bestandene Heerespflicht ein Hinweis, dass diese Kaufleute schon Grundbesitz erworben hatten, der denen von Adeligen gleichkam.
14 Ratsherren und 16 Vertreter der vier Stadtviertel berieten und kodifizierten ab 1303 das Bremer Stadtrecht. Im Abschnitt I.2 über den allgemeinen Umgang mit heftigen Auseinandersetzungen haben Elterleute die gleichen Aufgaben wie Ratsherren.
Hatten im 13. Jahrhundert dem Rat noch Handwerker angehört, so sorgten exklusive Anforderungen an die Ratsfähigkeit seit Anfang des 14. Jahrhunderts dafür, dass nur noch vermögende Grundbesitzer und zunehmend Kaufleute als Ratsherren gewählt wurden.
In der mittelalterlichen Stadtgesellschaft waren allerdings die Körperschaften der Berufsgruppen, also der Gilde der Großkaufleute und der „Ämter“ (Zünfte), dadurch an der Gestaltung der Politik beteiligt, dass viele Regelungen des Stadtlebens Vereinbarungen zwischen dem Rat und diesen Körperschaften waren. Der Einfluss der Großkaufleute als mächtigster Berufsgruppe reichte noch weiter. 1358 bewirkten die Kaufleute durch ihre Elterleute den Wiedereintritt Bremens in die Hanse.
Im 15. Jahrhundert fiel der Kaufmannschaft sogar eine staatliche Aufgabe zu; in einem Vertrag von 1426 einigte sich „de ghemeyne copman der stad Bremen“ (die Gemeinschaft der Kaufleute) mit dem Bremer Rat darauf, die „vorstendere der tunnen“ (‚Vorsteher der Tonnen‘) mit der Markierung des Weserstromes durch Tonnen und Baken zu beauftragen um die Sicherheit ihrer Schiffe auf See zu erreichen. Sie erhoben dafür Schiffsgebühren. Die Verwaltung des Tonnenwesens nahmen ab etwa 1483 (andere Quellen 1450) bis 1849 die Olderlüde des Koopmanns war. Bis 1921 war als Nachfolgeorganisation die Handelskammer Bremen dann dafür zuständig.
1428 gab es vier Elterleute, die den Vorstand der Kaufmannschaft bildeten. Alle zwei Jahre wurden zwei Elterleute neu gewählt. Ausgeschiedene und amtierende Elterleute bildeten die Elterleute der Kaufmannschaft. 1451 gaben sich die Elterleute der bremischen Kaufmannschaft eine Satzung. Mit dieser Ordinantie für die kopmann tho Bremen begann die organisierte Selbstverwaltung der bremischen Wirtschaft. Geregelt wurden die Organisation, die Aufgaben, die Interessenvertretung gegenüber dem Rat, die Bedingungen für die Aufnahme, die Wahl der Vorsteher (die Elterleute) und das Versammlungswesen. Allerdings veränderte sich mit der Ordinantie der Status der Elterleute in ähnlicher Weise wie schon seit längerem die des Rates, statt der bisherigen Urwahl bestimmte das Gremium selber seine Nachrücker. Hin und wieder bezeichneten die Elterleute auch nur ihre eigene Klientel als Bürger und unterschied sie von den Mitgliedern der Kirchspiele und der „Ämter“.
Der zunehmende Einfluss der Elterleute auf die Politik in Bremen führte 1530 zum sogenannten „Aufstand der 104 Männer“, also zum Aufstand der unterprivilegierten kleinen Handwerker und der breiteren Schichten. Der Aufstand wurde 1532 niedergeschlagen, die Anführer hingerichtet und die gut betuchten Kaufleute erhielten ihren Schütting und die Herrschaft über Bremens Wirtschaftsleben wieder zurück. Nun wurden auch viele Elterleute zu Ratsherren der Stadt gewählt.
1689 hatten die Elterleute ein von Bremer Kaufleuten finanziertes Konvoischiff, die Fregatte Goldener Löwe, ausgerüstet und zum Schutz vor französischen Kriegs- und Kaperschiffen auf der England-Route eingesetzt. Da dieses Schiff zu klein war, wurde schon Anfang 1691 auf Kosten der Konvoikasse mit der dreimastigen Fregatte Wappen von Bremen ein stärkeres Konvoischiff angeschafft.
Im 17. Jahrhundert wandelt sich der Zeit entsprechend auch der Name. Aus dem plattdeutschen Olderlüde wurde die lateinische Bezeichnung Collegium Seniorum. Die im 19. Jahrhundert aufgekommene Schreibvariante Aeltermann gilt nicht als korrekt.
Die Wappen von Elterleuten aus dem 16., 17. und 18. Jahrhundert befinden sich neben denen der Bürgermeister und der Ratsherren in den Fenstern der Marktfassade des Bremer Rathauses.